# 中国大百科全书出版社

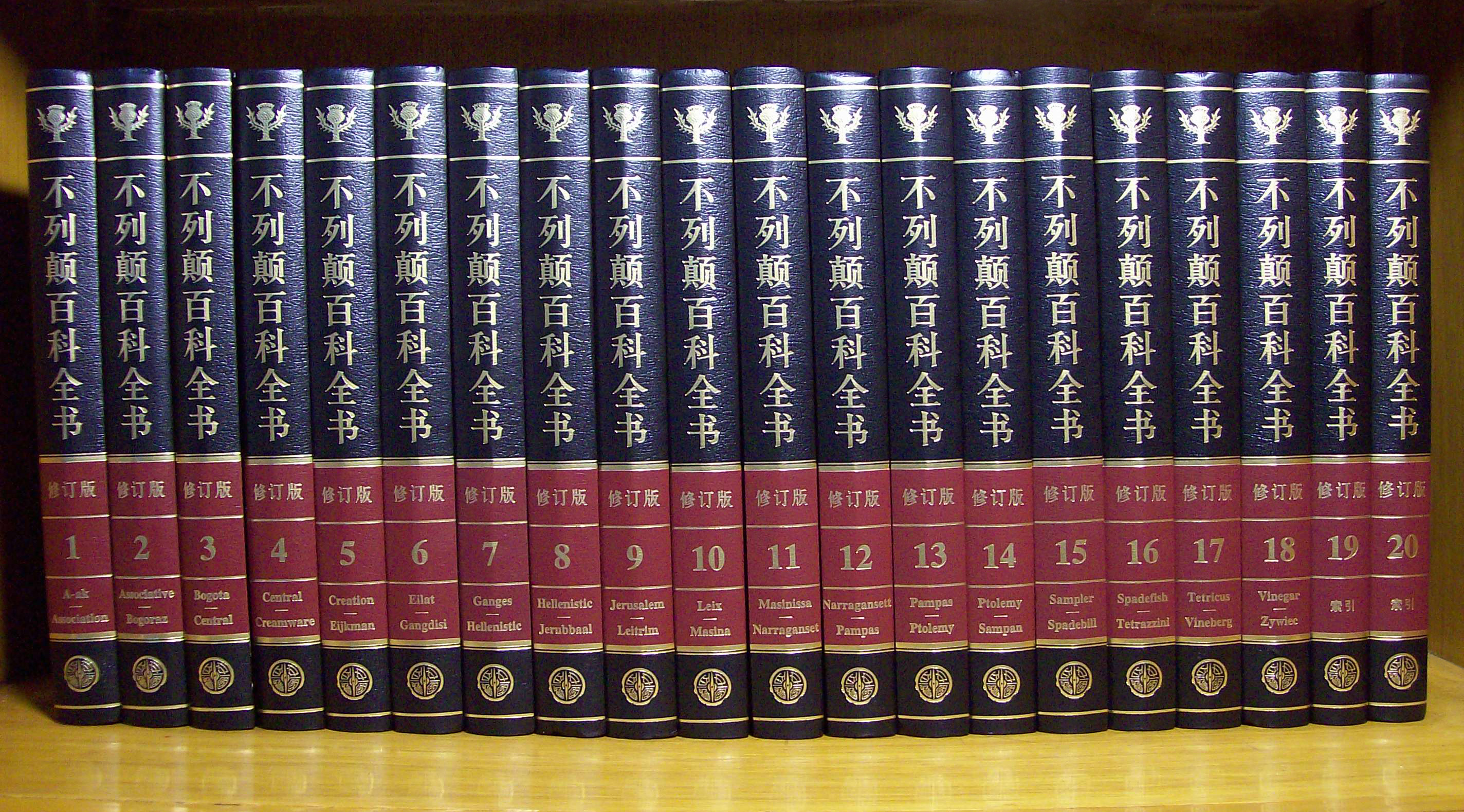
不列颠百科全书（国际中文版）20册

中国大百科全书出版社位于北京，隸屬於中国出版传媒股份有限公司，1978年11月18日由中共中央、中国国务院批准设立，以出版百科全书和其他辞书、工具书为主，同时出版学术著作和普及读物。2009年，被新闻出版总署授予首批“全国百佳图书出版单位”称号。2013年，被国家新闻出版广电总局授予首批全国“数字出版转型示范单位”称号。2014年，获中国出版集团公司十大品牌单位。
中国大百科全书出版社成立以来，出版了《中国大百科全书》（74卷）、《中国大百科全书（简明版）》（12卷）、《不列颠百科全书（国际中文版）》（20卷）、《中国百科大辞典》（10卷）、《中国大百科全书》（第二版）（32卷）、《中国大百科全书数据库》、多种地方百科全书、专业百科全书等。